# صوفيا مانوشا
صوفيا مانوشا (بالفرنسية: Sofiia Manousha)‏ هي ممثلة ومخرجة فرنسية من أصل مغربي من مواليد 25 ديسمبر 1986 بسين سان دوني.
شاركت في عدة أفلام سينمائية، من بينها فيلم المتمردة لجواد غالب سنة 2015.

## روابط خارجية
- صوفيا مانوشا على موقع IMDb (الإنجليزية)
- صوفيا مانوشا على موقع ألو سيني (الفرنسية)
- صوفيا مانوشا على موقع قاعدة بيانات الفيلم (الإنجليزية)
- صوفيا مانوشا على موقع كينوبويسك (الروسية)